# Mysidia claudata
Mysidia claudata är en insektsart som beskrevs av Broomfield 1985. Mysidia claudata ingår i släktet Mysidia och familjen Derbidae. Inga underarter finns listade i Catalogue of Life.